# Ludwigia curtissii
Ludwigia curtissii är en dunörtsväxtart som beskrevs av Alvin Wentworth Chapman. Ludwigia curtissii ingår i släktet ludwigior, och familjen dunörtsväxter. Utöver nominatformen finns också underarten L. c. simpsonii.